# ハマノワ (小惑星)
(29373) ハマノワ（英語: Hamanowa）は、小惑星帯を公転している普遍的な小惑星の一つである。

## 発見と命名
ハマノワは、1996年4月14日に山形県の南陽市で観測を行っていたアマチュア天文家の大國富丸によって発見された。発見時の見かけの明るさは17.6等級であった。発見報告後に小惑星センター (MPC) より付与された仮符号は 1996 GP2。後の1998年に 1998 YG27 という名称で観測される小惑星と同一であることが分かっており、さらに大國による公式な発見の約4年前である1992年3月9日にチリのラ・シヤ天文台から観測されていたことも判明している。可視光線で観測した際の見かけの明るさであるVバンドでは、時期に応じて17等級から20等級の明るさで観測できる。発見されてからも多数の観測が行われており、2024年3月時点で約2,300回の観測記録がある。
発見されてから長らくは正式な固有名は無かったが、発見から約16年後の2012年4月6日に小惑星センターより公開された小惑星回報「M.P.C. 79103」にて Hamanowa と正式に命名された。この名称は、多くの小惑星の測光や掩蔽の観測を行ったことで知られる福島県のアマチュア天文家である浜野和博巳に因んでいる。

## 特徴
太陽からの軌道長半径は約 2.368 au（約3億5425万 km）であり、小惑星帯の中でも内側の領域を公転している。公転周期は約3.6年で、軌道の離心率は約 0.06 で、真円に近い。黄道面からの軌道傾斜角は約5度となっている。
アメリカ航空宇宙局 (NASA) の広視野赤外線探査機 (WISE) のNEOWISEミッションによる測定からは、ハマノワの直径は 3.426 km、アルベド（反射能）は 0.287 と測定されている。スペクトル分類は明らかになっていないが、Collaborative Asteroid Lightcurve Link が運営している Asteroid Lightcurve Database ではS型であると仮定されている。